# کنکورد (کالیفرنیا)
کنکورد (به انگلیسی: Concord) شهری در شهرستان کنترا کوستا ایالت کالیفرنیا است که در سرشماری سال ۲۰۱۰ میلادی، ۱۲۲۰۶۷ نفر جمعیت داشته‌است.